# دومين نوفاك
دومين نوفاك (بالإيطالية: Domen Novak)‏ (و. 1995  م) هو راكب دراجة هوائية، من سلوفينيا، ولد في نوفو ميتسو.

## سباقات أو مراحل فاز بها
| التاريخ        | السباق                                                              | المركز                                          |
| -------------- | ------------------------------------------------------------------- | ----------------------------------------------- |
| 21 يونيو 2015  | طواف سلوفينيا 2015                                                  | الفائز في ترتيب النقاط للشباب                   |
| 14 فبراير 2016 | جي بي لاغونا 2016                                                   | المركز الثالث                                   |
| 24 أبريل 2016  | طواف كرواتيا 2016                                                   | الفائز في ترتيب النقاط للشباب                   |
| 05 يونيو 2016  | 2016 Peace Race U23                                                 | العاشر في تصنيف الجبال                          |
| 12 يونيو 2016  | طواف مالوبولسكا 2016                                                | المركز الثالث                                   |
| 26 يونيو 2016  | سباق الطريق للرجال تحت 23 سنة في بطولة سلوفينيا لسباق الدراجات 2016 | المركز الثالث                                   |
| 22 أبريل 2018  | طواف كرواتيا 2018                                                   | العاشر في التصنيف العام                         |
| 17 يونيو 2018  | طواف سلوفينيا 2018                                                  | الثالث في تصنيف الجبال                          |
| 06 أكتوبر 2019 | طواف كرواتيا 2019                                                   | الثالث في تصنيف الجبال، الخامس في التصنيف العام |
| 19 يونيو 2022  | طواف سلوفينيا 2022                                                  | المركز الثالث                                   |

## روابط خارجية
- دومين نوفاك على موقع الاتحاد الدولي للدراجات (الإنجليزية)
- دومين نوفاك على موقع أرشيف الدراجات (الإنجليزية)
- دومين نوفاك على موقع إحصائيات الدراجات الإحترافية (الإنجليزية)
- دومين نوفاك على موقع CycleBase (الإنجليزية)